# 関警察署
関警察署（せきけいさつしょ）は、岐阜県警察が管轄する警察署の一つである。
管内に岐阜県警察学校がある。

## 所在地
- 岐阜県関市下有知106-8

## 管轄区域
- 関市
- 美濃市

## 沿革
- 1873年(明治6年) - 第21番取締局(上有知取締局)付属関取締局として設置される。
- 1877年(明治10年) - 上有知警察署関分署と改称される。
- 1880年(明治13年) - 関警察署となる。 [1]
- 1948年(昭和23年) - 岐阜県警察部廃止により自治体警察の関市警察署と国家地方警察武儀地区警察署が発足。
- 1954年(昭和29年) - 警察制度改正により岐阜県警察が発足し関警察署となる。

## 組織
- 会計課 - 会計係
- 警務課 - 警務係、相談係、留置管理係
- 生活安全課 - 生活安全総務係、生活安全捜査係
- 地域課 - 地域係、通信指令係、機動警ら係
- 刑事課 - 捜査庶務係、強行犯係、盗犯係、鑑識係、知能・組織犯罪・国際捜査係
- 交通課 - 交通総務係、交通指導係、交通捜査係
- 警備課 - 警備係

## 交番
（ ）の中は所在地。

### 関市
- 署所在地交番（関市下有知106番地8 関警察署内）
- 旭ケ丘交番（関市旭ヶ丘1丁目2番1号）
- 倉知交番（関市倉知2585番地2）

### 美濃市
- 美濃交番（美濃市曽代18番地2）

## 駐在所
（ ）の中は所在地。

### 関市
- 洞戸駐在所（関市洞戸通元寺172番地6）
- 武儀駐在所（関市中之保5418番地1）
- 武芸川駐在所（関市武芸川町八幡847番地1）
- 板取駐在所（関市板取1541番地21）
- 上之保駐在所（関市上之保14935番地1）
- 富野駐在所（関市西神野134番地1）
- 田原駐在所（関市西田原1175番地1）
- 小金田駐在所（関市小屋名137番地1）

### 美濃市
- 下牧駐在所（美濃市片知326番地1）
- 大矢田駐在所（美濃市大矢田1222番地2）
- 上牧駐在所（美濃市小倉18番地6）

## 交通

### 交通機関
- 長良川鉄道関駅より、徒歩約20分。

### 自動車
- 国道418号大洞交差点から市道に入り池田交差点すぐ。

## 周辺
- シティーホテルセキ
- エディオン関店
- 関市立緑ヶ丘中学校
- 宗休寺（関善光寺）
- 東海北陸自動車道